# Chorisquilla tweediei
Chorisquilla tweediei is een bidsprinkhaankreeftensoort uit de familie van de Protosquillidae. De wetenschappelijke naam van de soort is voor het eerst geldig gepubliceerd in 1950 door Serène.